# ان‌جی‌سی ۹۲۵
ان‌جی‌سی ۹۲۵ یک کهکشان مارپیچی میله‌ای است که در حدود ۳۰ میلیون سال نوری از زمین در صورت فلکی سه‌سو قرار دارد. ریخت‌شناسی کهکشان‌ها این کهکشان SB(s)d است، نشان می‌دهد که آن دارای یک ساختار میله ای و بازوهای مارپیچی آزادانه و بدون حلقه است. بازوی مارپیچی به سمت جنوب قوی تر از بازوی شمالی است. کهکشان در زاویه ۵۵ درجه نسبت به خط دید در امتداد زاویه موقعیت ۱۰۲ درجه متمایل است.